# سبيكة عالية الانتروبيا

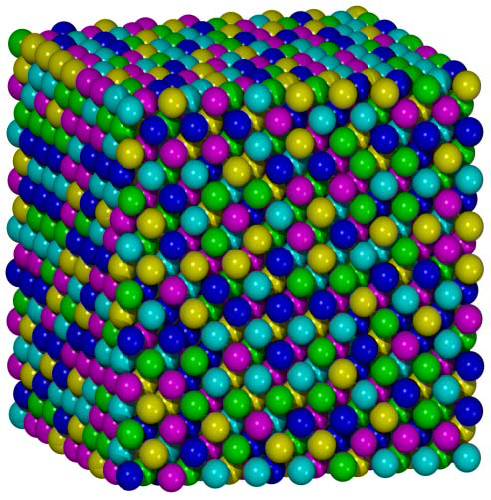
نموذج البنية الذرية لـ fcc CoCrFeMnNi

السبائك عالية الإنتروبيا (High-entropy alloys) (HEAs اختصاراً) هي السبائك التي تُشكّل عن طريق خلط نسب متساوية أو كبيرة نسبيًا من (عادةً) خمسة عناصر أو أكثر. قبل تصنيع هذه المواد، كانت السبائك المعدنية النموذجية تتكون عادةً  من مكون أو مكونين رئيسيين مع كميات أصغر من العناصر الأخرى. على سبيل المثال، يمكن إضافة عناصر إضافية إلى الحديد لتحسين خصائصه، وبالتالي إنشاء سبيكة أساسها الحديد، ولكن عادةً بنسب منخفضة إلى حد ما، مثل نسب الكربون والمنغنيز وغيرها في أنواع مختلفة من الفولاذ. وبالتالي، تُعد السبائك عالية الإنتروبيا فئة جديدة من المواد. صاغ العالم التايواني جيين وي يه مصطلح "السبائك عالية الإنتروبيا" بسبب الزيادة الكبيرة في الإنتروبيا الناتجة عن الخلط، والتي تكون أعلى بشكل ملحوظ عندما يحتوي الخليط على عدد أكبر من العناصر بنسب متساوية تقريبًا. كما اقترح باحثون آخرون أسماء بديلة لهذه السبائك، مثل السبائك متعددة المكونات والسبائك المعقدة التركيب والسبائك متعددة العناصر الرئيسية.
هذه السبائك هي حاليًا محور اهتمام كبير في علم وهندسة المواد لأنها تتمتع بخصائص مرغوبة محتملة. علاوة على ذلك، تشير الأبحاث إلى أن بعض السبائك عالية الإنتروبيا لها نسب قوة إلى وزن أفضل بكثير، مع درجة أعلى من مقاومة التصدع وقوة الشد ومقاومة التآكل والأكسدة من السبائك التقليدية. على الرغم من دراسة السبائك عالية الإنتروبيا منذ الثمانينيات، إلا أن البحث تسارع بشكل كبير في العقد الأول من القرن الحادي والعشرين.

## التعريف
لا يوجد تعريف متفق عليه عالميًا للسبائك عالية الإنتروبيا. تُعرف السبائك عالية الإنتروبيا في الأصل على أنها سبائك تحتوي على 5 عناصر على الأقل بتركيزات تتراوح بين 5 و35 بالمائة ذريًا. ولكن اقترحت الأبحاث اللاحقة أن هذا التعريف يمكن توسيعه. اقترح أوتو وآخرون أن السبائك التي تشكل محلولًا صلبًا بدون أطوار بين فلزية فقط يجب اعتبارها سبائك عالية الإنتروبيا حقًا، لأن تكوين الأطوار المنظمة يقلل من إنتروبيا النظام. وصف بعض المؤلفين السبائك المكونة من أربعة مكونات بأنها سبائك عالية الإنتروبيا، بينما اقترح آخرون أن السبائك التي تلبي المتطلبات الأخرى للسبائك عالية الإنتروبيا، ولكن مع 2-4 عناصر فقط أو إنتروبيا مختلطة بين R و1.5R يجب اعتبارها سبائك "متوسطة الإنتروبيا".